# きょどり親方
きょどり親方（きょどりおやかた　1989年9月1日 - ）は、日本の女優、元女性お笑いタレント。ワタナベエンターテインメント所属。
北海道旭川市出身。

## 来歴・人物
地元・北海道の拓殖大学北海道短期大学環境農学科に在学中、あるミュージカルに出演したことがきっかけで演劇に興味を持つ。大学卒業後は北海道別海町のJA道東あさひに就職するが、舞台への思いを捨てきれず、JAを退職して札幌市の「劇団コヨーテ」に入団。
ある時舞台の公演が中止になり、その時の思い付きで東京へオーディションを受けに行くことを決意。ワタナベコメディスクールの女性芸人向けオーディション「オモ女グランプリ」を知り、お笑いは演劇に近いと思って受けることになり、合格する。2014年10月、ワタナベコメディスクールに21期生として入学（2015年9月卒業）。
北海道から東京へは、ほぼ自転車で上京。友人と一緒に移動を始め、札幌から小樽港まで自転車で、小樽港から新潟港までフェリーに乗り、新潟から東京を目指すも途中に自転車で越えることが出来ない三国峠があるためにそこの間だけは自転車を解体した上で電車で移動。しかし自転車を組み立て直すことが出来ず、しばらく群馬県内の同行した友人の祖父の家に立ち寄った後、ワタナベコメディスクールの入学式の日が近づいていたことから改めて自転車を購入し、残り約100kmを移動して東京都内に入る、という道筋をたどった。
芸名は、上京を決意したきっかけとなった中止の舞台公演のタイトルが「親方」であり、これに挙動不審を意味する「きょどり」を付けた。
2018年4月、お笑いの活動から退き、役者として活動して行くことを発表。その後は本名の「廣田彩」名義で活動している。

## 芸風
舞台上では力士風の髷を付けて眉毛を太くするメイクを施し、白いTシャツに紫のハーフパンツという姿で、Tシャツの前面には主にその時のネタのテーマを大きく掲げている。事務所ライブなどで「人生の土俵際をコントで救う」とも紹介されたことがある“人生の教訓”といったネタが多く、ネタには「失恋した人に贈るショートコント」「朝の改札でビックリ」「遅刻はダメでごわす」など。ショートネタにも「食われるイカの最後の踊り」などがある。

## 出演

### テレビ
- 有田ジェネレーション（TBS）- 2016年7月26日・2016年11月3日・2016年11月17日・2016年11月24日・2016年12月1日
- なら≒デキ〜○○なら××デキるはず〜（テレビ朝日）- 2016年10月27日
- Momm!!（TBS）- 2016年11月15日
- さんまのお笑い向上委員会（フジテレビ）- 2017年5月27日・2017年6月3日・2017年6月10日
- 有吉ジャポン（TBS）- 2017年7月1日